# Frank Mallory

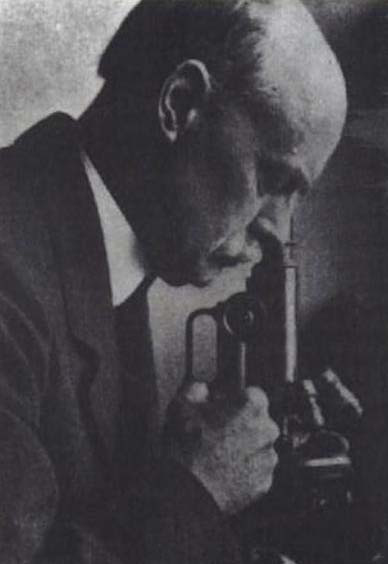
Frank Burr Mallory im American Journal of Pathology im Jahre 1933

Frank Burr Mallory (* 12. November 1862 in Cleveland; † 27. September 1941) war ein US-amerikanischer Pathologe und Professor für Pathologie an der Harvard University. Nach ihm wurden die Mallory-Körper benannt.

## Leben
Mallory wurde 1862 in Cleveland geboren und erreichte seinen medizinischen Abschluss im Jahre 1890 an der medizinischen Fakultät der Harvard University. 1891 wurde er Assistenzpathologe am Boston City Hospital unter William Councilman. 1893 reiste er nach Europa, um unter Hans Chiari in Prag und unter Ernst Ziegler (1849–1905) in Freiburg im Breisgau zu arbeiten.
Nachdem er nach Harvard zurückgekehrt war, wurde er 1896 Assistenzprofessor und 1901 außerordentlicher Professor für Pathologie. Von 1928 bis 1932 war er ordentlicher Professor an der medizinischen Fakultät der Harvard University.
Seine Beiträge zur Pathologie schlossen Verbesserungen der Techniken und Vereinheitlichung zur Gewebefärbung ein (Mallory-Trichrom-Färbung) und sein Buch, das er gemeinsam mit James Homer Wright publizierte, wurde das Standardwerk auf diesem Gebiet. Er studierte auch die Funktionen von Histiozyten und bestätigte, dass der Keuchhusten-Erreger, der von Jules Bordet entdeckt worden war, der Wirkstoff war. Außerdem arbeitete er an einer Verbesserung der Tumorklassifikation, teilweise an der der Meningiomen und der der Zirrhose der Leber.
1910 war er Präsident der Amerikanischen Vereinigung der Pathologen und Bakteriologen und war deren Schatzmeister von 1911 bis 1940. Er war Herausgeber des Journal of Medical Research ab 1923 und dann Gründungsherausgeber des Journal of Pathology ab 1925. Beide Tätigkeiten übte er bis 1940 aus. Mallory erreichte Ehrendoktorwürden von der Tufts University und von der Boston University in den Jahren 1928 beziehungsweise 1932. Außerdem bekam er 1935 die Kober-Medaille von der Vereinigung Amerikanischer Ärzte für herausragende Leistungen in der Pathologie. 1913 wurde er in die American Academy of Arts and Sciences gewählt.
Im Alter von 78 Jahren starb er eines natürlichen Todes. Die pathologische Abteilung des Boston City Hospital wurde ebenso nach ihm benannt wie das Mallory-Institut für Pathologie.
Einer seiner Söhne, George Kenneth Mallory, wurde Professor für Pathologie am Boston City Hospital im Jahre 1948. Sein anderer Sohn Tracy B. Mallory war der nachfolgende Chef der Pathologie am Massachusetts General Hospital in Boston und löste damit James Homer Wright im Jahre 1926 ab. Außerdem war auch er ab 1951 Präsident der Vereinigung Amerikanischer Pathologen und Bakteriologen.